# Marzena Stor
Marzena Stor – polska ekonomistka, dr hab. nauk ekonomicznych, profesor nadzwyczajny Instytutu Organizacji i Zarządzania Wydziału Zarządzania, Informatyki i Finansów Uniwersytetu Ekonomicznego we Wrocławiu.

## Życiorys
26 czerwca 2003 obroniła pracę doktorską pt. Wpływ komunikacji na kierowanie ludźmi w małej firmie, 16 marca 2012 habilitowała się na podstawie dorobku naukowego i pracy zatytułowanej Strategiczne międzynarodowe zarządzanie zasobami ludzkim. Pracowała w Wyższej Szkole Bankowej we Wrocławiu, oraz w Instytucie Organizacji i Zarządzania na Wydziale Zarządzania, Informatyki i Finansów Akademii Ekonomicznej im. Oskara Langego we Wrocławiu.
Pełni funkcję profesora nadzwyczajnego Instytutu Organizacji i Zarządzania Wydziału Zarządzania, Informatyki i Finansów Uniwersytetu Ekonomicznego we Wrocławiu.

## Publikacje
- 2006: Międzykulturowe problemy kadry menedżerskiej w Polsce[1]
- 2007: Glocal Affairs Teams (GATs) in Transnational Companies: Dimensions within Strategies[1]
- 2011: Strategiczne międzynarodwe zarządzanie zasobami ludzkimi[1]